# Louis Ruellan
Cet article court présente un sujet plus développé dans : Frères Ruellan.
Louis Alexandre Marie Aimé Ruellan, né le 13 août 1878, capitaine au 308e régiment d'infanterie, mort pour la France le 22 novembre 1916  à Ablaincourt dans la Somme, est l'un des frères Ruellan.
Cette fratrie, originaire de Saint-Malo, a payé un lourd tribut lors de la Première Guerre mondiale.